# Ameiva wetmorei
Ameiva wetmorei là một loài thằn lằn trong họ Teiidae. Loài này được Stejneger mô tả khoa học đầu tiên năm 1913.